# 博韋內茨河

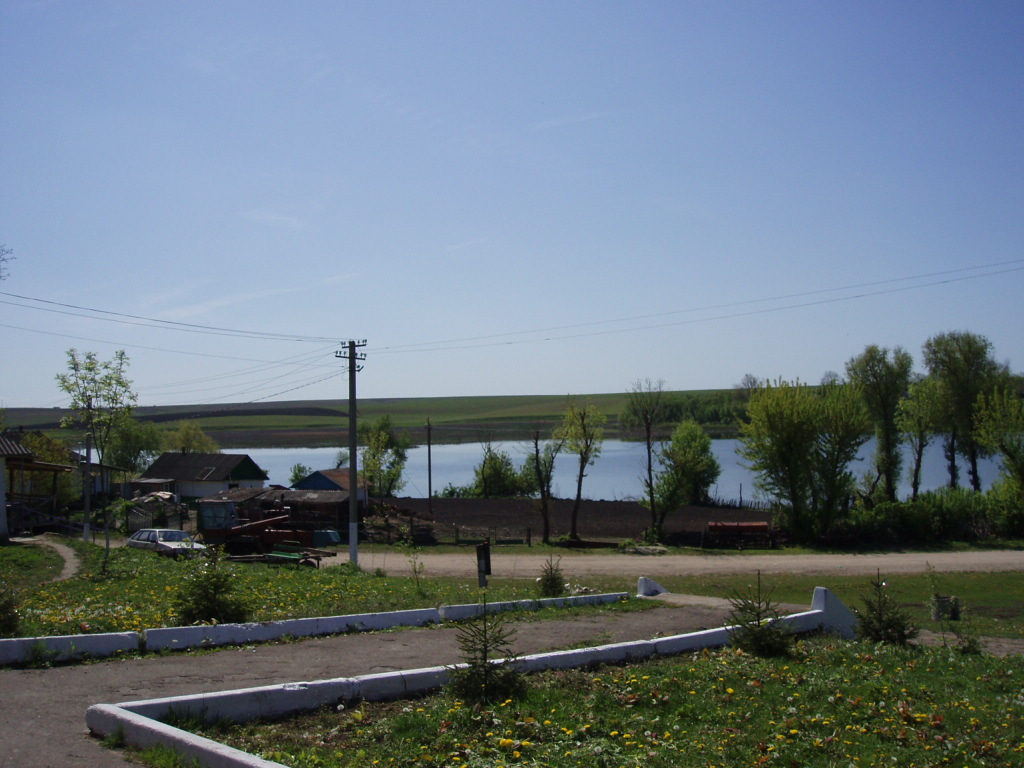

博韋內茨河（羅馬化：Bovenets）是烏克蘭西部的河流，屬於茲布魯奇河的支流。該河發源自梅德韋迪夫卡附近，流經赫梅利尼茨基州的赫梅利尼茨基區，河道全長42公里，流域面積286平方公里。